# Restoration - Il peccato e il castigo
Restoration - Il peccato e il castigo (Restoration) è un film del 1995 diretto da Michael Hoffman, tratto dal romanzo Il favorito di Rose Tremain.

## Trama
Robert Merivel è un medico ai tempi della restaurazione della monarchia in Inghilterra con Carlo II. Robert in realtà è più attratto dai piaceri materiali, che dalla professione medica, ma comunque cerca di impegnarsi per riconoscenza nei confronti del padre, guantaio, che ha fatto molti sacrifici per farlo studiare. Viene notato dal re, che gli affida la sua cagnetta Lulù, morente, e fortuna vuole che questa si riprenda. Diviene così medico dei cani reali e conquista il favore del re, più per le sue capacità di intrattenitore che per qualità professionali. Ma a causa di intrighi di palazzo cade in disgrazia e deve riscattarsi umanamente e professionalmente.

## Riconoscimenti
- 1996 - Premio Oscar
  - Migliore scenografia a Eugenio Zanetti
  - Migliori costumi a James Acheson
- 1996 - Premio BAFTA
  - Nomination Miglior costumi a James Acheson
- 1996 - Festival di Berlino
  - Nomination Orso d'Oro a Michael Hoffman